# Nanostrangalia binhana
Nanostrangalia binhana là một loài bọ cánh cứng trong họ Cerambycidae.